# كيسوكي إتاغاكي
كيسوكي إتاغاكي (باليابانية: 板垣恵介) مواليد 4 أبريل 1957 في كوشيرو، هوكايدو، اليابان، هو فنان مانغا ياباني معروف بسلسلة الفنون القتالية باكي الخطاف (1991-1999) التي تسلسلت في شامبيون شونن الأسبوعية، كما عمل على لعبة تيكن 5.

## وصلات خارجية
- كيسوكي إتاغاكي على موقع ANN person (الإنجليزية)

- الموقع الرسمي